# Globarcturus angelikae
Globarcturus angelikae är en kräftdjursart som beskrevs av Oleg Grigor'evich Kussakin och Galina S. Vasina 1994. Globarcturus angelikae ingår i släktet Globarcturus och familjen Antarcturidae. Inga underarter finns listade i Catalogue of Life.